# 적외선 문제
적외선 문제(赤外線問題, 독일어: Infrarotproblem)은 양자전기역학 등의 양자장론에서 아주 낮은 에너지를 가진 가상광자에 의하여 각종 파인만 도표의 값이 무한하게 되는 문제다.
양자장론에 등장하는 발산은 대개 자외선 발산(ultraviolet divergence)과 적외선 발산이 있다. 자외선 발산은 조절과 재규격화를 통하여 없앨 수 있으나, 적외선 구역에서 발생하는 발산은 재규격화로 없앨 수 없다.
적외선 문제를 해결하기 위해서는 저에너지의 제동방사를 도입하여야 한다. 우선 광자에 무한소의 질량을 줘 조절한 다음 (질량 조절), 그 확률크기에 무세한 에너지의 제동방사 확률크기를 더하면 확률크기가 유한하게 된다는 사실을 증명할 수 있다.

## 참고 문헌
- Peskin, Michael E.; Daniel V. Schroeder (1995년 10월). 《An Introduction to Quantum Field Theory》. Westview Press. ISBN 0-201-50397-2. 2014년 9월 2일에 원본 문서에서 보존된 문서. 2014년 4월 5일에 확인함.